# Liste der Kreisstraßen im Landkreis Lüneburg

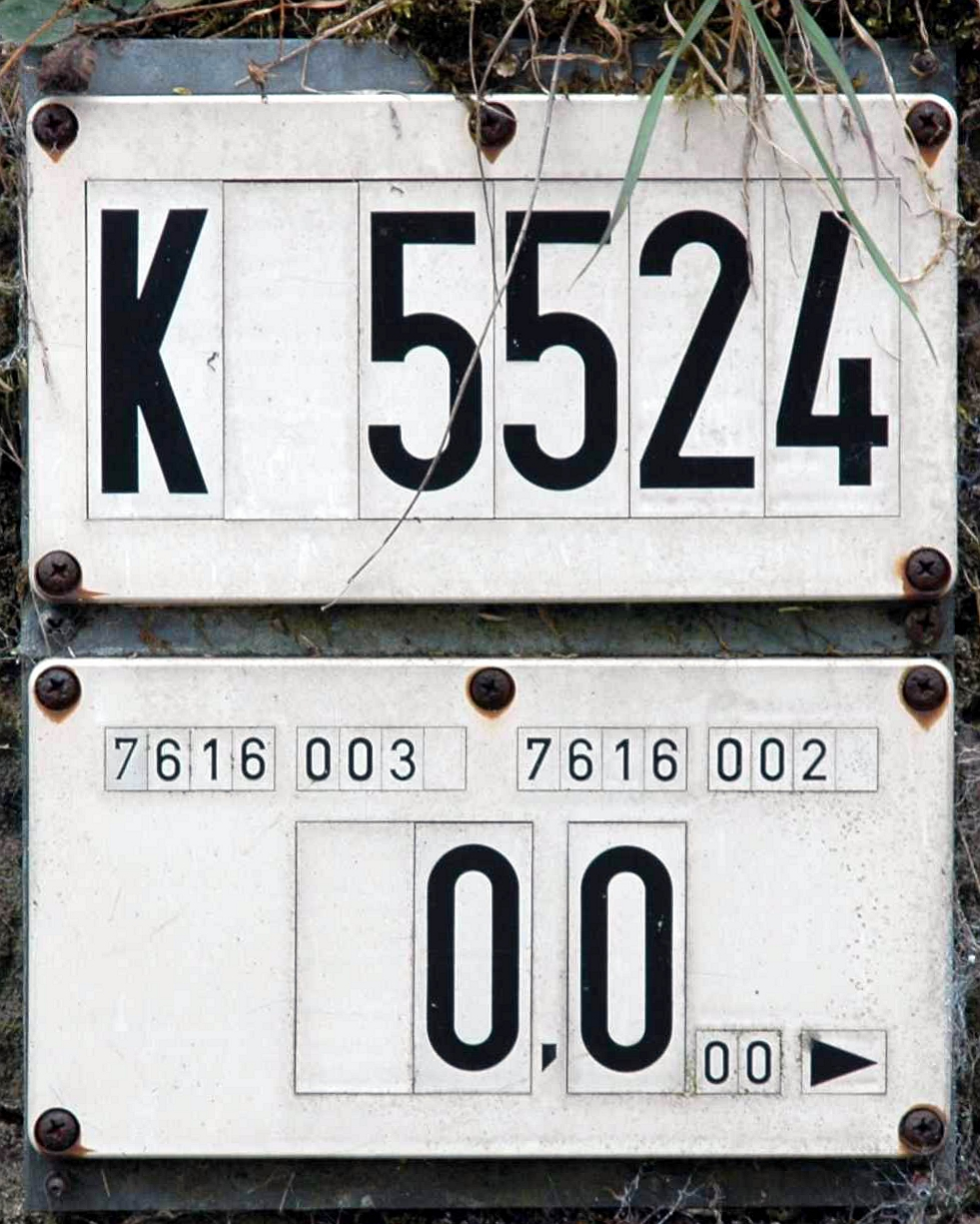
Stationszeichen

Die Liste der Kreisstraßen im Landkreis Lüneburg führt alle Kreisstraßen im niedersächsischen Landkreis Lüneburg auf.

## Abkürzungen
- K: Kreisstraße
- L: Landesstraße

## Liste
Nicht vorhandene bzw. nicht nachgewiesene Kreisstraßen werden in Kursivdruck gekennzeichnet, ebenso Straßen und Straßenabschnitte, die unabhängig vom Grund (Herabstufung zu einer Gemeindestraße oder Höherstufung) keine Kreisstraßen mehr sind. 
Der Straßenverlauf wird in der Regel von Nord nach Süd und von West nach Ost angegeben.
| Nr.  | Verlauf |
| ---- | --- |
| K 1  | (K 76 im Landkreis Harburg) – Kreisgrenze – Horburg – Barum – K 12 – in Brietlingen                                                                             |
| K 2  | K 53 – K 28 – Scharnebeck – K 48 – K 39 – Lüdersburg – L 219 |
| K 3  | L 219 in Hittbergen – Barförde – K 4 in Wendewisch |
| K 4  | L 219 – K 3 – Wendewisch – Garlstorf – K 5 |
| K 5  | K 27 in Brackede – K 4 – Karze – L 219 – Neu Neetze – L 221 in Neetze                                                                                           |
| K 6  | in Oldendorf – Eichdorf – K 25 – Breese am Seißelberge-West |
| K 7  | K 37 in Lüneburg – K 17 – / – K 37 – Deutsch Evern – |
| K 8  | in Drögennindorf – Betzendorf – Tellmer – L 234 in Diersbüttel                                                                                                  |
| K 9  | K 44 in Sodersdorf – Dehnsen – in Etzen |
| K 10 | L 216 in Kirchgellersen – Südergellersen – K 20 – Oerzen – – Embsen – K 17 – L 233 in Melbeck                                                                   |
| K 11 | K 22 in Alt Garge – K 24 – L 231 – Barskamp – L 222 in Köstorf                                                                                                  |
| K 12 | K 46 in Wittorf – St. Dionys – K 1 in Barum |
| K 13 | L 231 in Barskamp – Tosterglope – L 232 – Nahrendorf – K 25 – K 6 – in Oldendorf                                                                                |
| K 14 | L 221 in Neetze – Süttorf – Thomasburg – K 26 – – Bavendorf – Kreisgrenze – (K 2 im Landkreis Uelzen)                                                           |
| K 15 | L 231 – Pommoissel – |
| K 16 | L 221 in Neetze – Holzen – Reinstorf – – Volkstorf – K 28 – Vastorf – Kreisgrenze – (K 42 im Landkreis Uelzen)                                                  |
| K 17 | K 7 in Lüneburg – Rettmer – K 36 – – K 10 – Embsen – Heinsen – Barnstedt – K 33 – Kreisgrenze – (K 43 im Landkreis Uelzen)                                      |
| K 19 | L 234 in Amelinghausen – Rehlingen – Bockum – Kreisgrenze – (K 21 im Landkreis Uelzen)                                                                          |
| K 20 | K 44 in Raven – L 234 – Wetzen – K 23 – K 10 |
| K 21 | Mechtersen – K 50 – Vögelsen – K 32 – L 216 in Lüneburg |
| K 22 | L 222 in Bleckede – Alt Garge – K 11 – K 24 |
| K 23 | K 20 in Wetzen – Marxen am Berge – K 34 – in Drögennindorf |
| K 24 | K 11 in Alt Garge – K 22 – L 231 in Walmsburg |
| K 25 | – Nahrendorf – K 13 – K 6 |
| K 26 | K 14 in Thomasburg – Ellringen – K 35 – L 222 in Köstorf |
| K 27 | K 5 in Brackede – Radegast – L 219 in Bleckede |
| K 28 | K 2 in Scharnebeck – L 221 – Barendorf – K 40 – K 16 in Vastorf                                                                                                 |
| K 29 | in Brietlingen – K 53 |
| K 30 | K 46 in Bardowick – K 31 – K 51 – – Elba – Adendorf – Schiffshebewerk Lüneburg – K 53 – K 2 in Scharnebeck                                                      |
| K 31 | K 12 in Wittorf – K 30 in Bardowick |
| K 32 | K 21 in Vögelsen – K 42 – K 46 in Bardowick |
| K 33 | L 233 in Melbeck – Kolkhagen – K 17 in Barnstedt |
| K 34 | L 234 in Oldendorf (Luhe) – K 23 in Marxen am Berge |
| K 35 | L 221 in Bleckede – Breetze – K 26 – Ellringen – L 232 in Dahlenburg                                                                                            |
| K 36 | L 216 in Kirchgellersen – Heiligenthal – K 17 in Rettmer |
| K 37 | Lüneburg – K 7 – / – K 40 – Wendisch Evern – K 7 in Deutsch Evern                                                                                               |
| K 40 | K 37 in Wendisch Evern – K 28 in Barendorf |
| K 41 | (K 30 im Landkreis Harburg) – Kreisgrenze – K 44 in Raven |
| K 42 | (K 78 im Landkreis Harburg) – Kreisgrenze – K 43 – Radbruch – K 32 in Bardowick                                                                                 |
| K 43 | (K 3 im Landkreis Harburg) – Kreisgrenze – Radbruch – K 42 – Radbruch-Süd                                                                                       |
| K 44 | (K 4 im Landkreis Harburg) – Kreisgrenze – Raven – K 20 – K 41 – Rolfsen – Sodersdorf – K 45 – K 9 – Schwindebeck – Kreisgrenze – (K 4 im Landkreis Heidekreis) |
| K 45 | (K 36 im Landkreis Harburg) – Kreisgrenze – K 44 in Sodersdorf                                                                                                  |
| K 46 | (K 87 im Landkreis Harburg) – Kreisgrenze – Handorf – K 49 – K 12 – Wittorf – Bardowick – K 30 – K 32 – K 51 – /L 216 in Lüneburg                               |
| K 48 | K 53 – K 2 in Scharnebeck |
| K 49 | (K 81 im Landkreis Harburg) – Kreisgrenze – K 46 in Handorf |
| K 50 | K 21 in Vögelsen – Dachtmissen – L 216 in Kirchgellersen |
| K 51 | K 30 in Bardowick – K 46 in Bardowick |
| K 53 | L 219 in Bullendorf – Echem – K 29 – K 48 – Scharnebeck – Schiffshebewerk Lüneburg – K 30 – K 2 – Erbstorf – Ebensberg – / – Lüneburg                           |
| K 54 | Viehle – L 244 in Sumte |
| K 55 | (LUP 15 im Landkreis Ludwigslust-Parchim, Mecklenburg-Vorpommern) – Landesgrenze – Preten – Dellien – L 232 in Neuhaus/Elbe                                     |
| K 56 | L 232 in Rosien – Landesgrenze – (LUP 19 im Landkreis Ludwigslust-Parchim, Mecklenburg-Vorpommern)                                                              |
| K 57 | in Stapel – Vockfey – Pommau – K 58 – Rassau – K 59 – Bitter – Laake – Raffatz – Wilkenstorf – Bohnenburg –                                                     |
| K 58 | in Zeetze – K 57 |
| K 59 | in Kaarßen – K 57 |
| K 60 | (LUP 32 im Landkreis Ludwigslust-Parchim, Mecklenburg-Vorpommern) – Landesgrenze – in Tripkau                                                                   |
| K 61 | in Neuhaus – Haar – Darchau – Elbfähre – Kreisgrenze – (K 19 im Landkreis Lüchow-Dannenberg)                                                                    |